# Langlaufen op de Olympische Winterspelen 1984
Langlaufen is een van de sporten die beoefend werden tijdens de Olympische Winterspelen 1984 in Sarajevo.

## Mannen

### 15 kilometer
| Rang   | Sporter(s)        | Land | Tijd    |
| ------ | ----------------- | ---- | ------- |
| Goud   | Gunde Svan        | SWE  | 41:25.6 |
| Zilver | Aki Karvonen      | FIN  | 41:34.9 |
| Brons  | Harri Kirvesniemi | FIN  | 41:45.6 |
| 4      | Juha Mieto        | FIN  | 42:05.8 |
| 5      | Vladimir Nikitin  | URS  | 42:31.6 |
| 6      | Nikolaj Zimjatov  | URS  | 42:34.5 |
| 7      | Uwe Bellmann      | GDR  | 42:35.8 |
| 8      | Tor Håkon Holte   | NOR  | 42:37.4 |

### 30 kilometer
| Rang   | Sporter(s)         | Land | Tijd      |
| ------ | ------------------ | ---- | --------- |
| Goud   | Nikolaj Zimjatov   | URS  | 1:28:56.3 |
| Zilver | Alexander Savjalov | URS  | 1:29:23.3 |
| Brons  | Gunde Svan         | SWE  | 1:29:35.7 |
| 4      | Vladimir Sachnov   | URS  | 1:30:30.4 |
| 5      | Aki Karvonen       | FIN  | 1:30:59.7 |
| 6      | Lars Erik Eriksen  | NOR  | 1:31:24.8 |
| 7      | Harri Kirvesniemi  | FIN  | 1:31:37.4 |
| 8      | Juha Mieto         | FIN  | 1:31:48.3 |

### 50 kilometer
| Rang   | Sporter(s)          | Land | Tijd      |
| ------ | ------------------- | ---- | --------- |
| Goud   | Thomas Wassberg     | SWE  | 2:15:55.8 |
| Zilver | Gunde Svan          | SWE  | 2:16:00.7 |
| Brons  | Aki Karvonen        | FIN  | 2:17:04.7 |
| 4      | Harri Kirvesniemi   | FIN  | 2:18:34.1 |
| 5      | Jan Petter Lindvall | NOR  | 2:19:27.1 |
| 6      | Andy Grünenfelder   | SUI  | 2:19:46.2 |
| 7      | Alexander Savjalov  | URS  | 2:20:27.6 |
| 8      | Vladimir Sachnov    | URS  | 2:20:53.7 |

### 4 × 10 kilometer estafette
| Rang   | Sporter(s)                                                             | Land | Tijd      |
| ------ | ---------------------------------------------------------------------- | ---- | --------- |
| Goud   | Thomas Wassberg Benny Kohlberg Jan Ottosson Gunde Svan                 | SWE  | 1:55:06.3 |
| Zilver | Alexander Batjoek Alexander Savjalov Vladimir Nikitin Nikolaj Zimjatov | URS  | 1:55:16.5 |
| Brons  | Kari Ristanen Juha Mieto Harri Kirvesniemi Aki Karvonen                | FIN  | 1:56:31.4 |
| 4      | Lars Erik Eriksen Jan Petter Lindvall Ove Aunli Tor Håkon Holte        | NOR  | 1:57:27.6 |
| 5      | Giachem Guidon Konrad Hallenbarter Joos Ambühl Andy Grünenfelder       | SUI  | 1:58:06.0 |
| 6      | Jochen Behle Stefan Dotzler Franz Schöbel Peter Zipfel                 | FRG  | 1:59:30.2 |
| 7      | Maurilio de Zolt Alfred Runggaldier Giulio Capitanio Giorgio Vanzetta  | ITA  | 1:59:30.3 |
| 8      | Dan Simoneau Tim Caldwell James Galanes William Koch                   | USA  | 1:59:52.3 |

## Vrouwen

### 5 kilometer
| Rang   | Sporter(s)             | Land | Tijd    |
| ------ | ---------------------- | ---- | ------- |
| Goud   | Marja-Liisa Hämäläinen | FIN  | 17:04.0 |
| Zilver | Berit Aunli            | NOR  | 17:14.1 |
| Brons  | Květoslava Jeriová     | TCH  | 17:18.3 |
| 4      | Lillemor Marie Risby   | SWE  | 17:26.3 |
| 5      | Inger Helene Nybråten  | NOR  | 17:28.2 |
| 6      | Brit Pettersen         | NOR  | 17:33.6 |
| 7      | Anne Jahren            | NOR  | 17:38.3 |
| 8      | Ute Noack              | GDR  | 17:46.0 |

### 10 kilometer
| Rang   | Sporter(s)             | Land | Tijd    |
| ------ | ---------------------- | ---- | ------- |
| Goud   | Marja-Liisa Hämäläinen | FIN  | 31:44.2 |
| Zilver | Raisa Smetanina        | URS  | 32:02.9 |
| Brons  | Brit Pettersen         | NOR  | 32:12.7 |
| 4      | Berit Aunli            | NOR  | 32:17.7 |
| 5      | Anne Jahren            | NOR  | 32:26.2 |
| 6      | Lillemor Marie Risby   | SWE  | 32:34.6 |
| 7      | Marit Myrmæl           | NOR  | 32:35.3 |
| 8      | Julija Stepanova       | URS  | 32:45.7 |

### 20 kilometer
| Rang   | Sporter(s)             | Land | Tijd      |
| ------ | ---------------------- | ---- | --------- |
| Goud   | Marja-Liisa Hämäläinen | FIN  | 1:01:45.0 |
| Zilver | Raisa Smetanina        | URS  | 1:02:26.7 |
| Brons  | Anne Jahren            | NOR  | 1:03:13.6 |
| 4      | Blanka Paulů           | TCH  | 1:03:16.9 |
| 5      | Lillemor Marie Risby   | SWE  | 1:03:31.8 |
| 6      | Brit Pettersen         | NOR  | 1:03:49.0 |
| 7      | Ljoebov Liadova        | URS  | 1:03:53.3 |
| 8      | Evi Kratzer            | SUI  | 1:03:56.4 |

### 4 × 5 kilometer estafette
| Rang   | Sporter(s)                                                             | Land | Tijd      |
| ------ | ---------------------------------------------------------------------- | ---- | --------- |
| Goud   | Inger Helene Nybråten Anne Jahren Brit Pettersen Berit Aunli           | NOR  | 1:06:49.7 |
| Zilver | Dagmar Svubová Blanka Paulů Gabriela Svobodová Květoslava Jeriová      | TCH  | 1:07:34.7 |
| Brons  | Pirkko Määttä Elja Hyytiäinen Marjo Matikainen Marja-Liisa Hämäläinen  | FIN  | 1:07:36.7 |
| 4      | Julija Stepanova Ljoebov Liadova Nadezjda Boerlakova Raisa Smetanina   | URS  | 1:07:55.0 |
| 5      | Karin Lamberg Doris Hugosson Lillemor Marie Risby Ann-Janeth Rosendahl | SWE  | 1:09:30.0 |
| 6      | Karin Thomas Monika Germann Christine Brügger Evi Kratzer              | SUI  | 1:09:40.3 |
| 7      | Susan Long Judy Rabinowitz Lynn Spencer-Galanes Patricia Ross          | USA  | 1:10:48.4 |
| 8      | Petra Voge Petra Rohrmann Carola Anding Ute Noack                      | GDR  | 1:11:10.7 |

## Medaillespiegel
| Rang   | Land              | Goud | Zilver | Brons | Totaal |
| ------ | ----------------- | ---- | ------ | ----- | ------ |
| 1      | Finland           | 3    | 1      | 4     | 8      |
| 2      | Zweden            | 3    | 1      | 1     | 5      |
| 3      | Sovjet-Unie       | 1    | 4      | 0     | 5      |
| 4      | Noorwegen         | 1    | 1      | 2     | 4      |
| 5      | Tsjecho-Slowakije | 0    | 1      | 1     | 2      |
| Totaal | Totaal            | 8    | 8      | 8     | 24     |